# Успение Богородично (женско дружество)
Вижте пояснителната страница за други значения на Успение Богородично.
„Успение Богородично“, по-известно като Неделното училище, е българско женско учителско сдружение, съществувало в края на ΧΙΧ и началото на ΧΧ век в Охрид, Османската империя, имащо за цел утвърждаване на българската просвета в града.

## История
Дружеството е основано в 1885 година. Сред основните му цели са осигуряване на материална и нематериална помощ за образование на бедните и особено на жените. Дружеството организира седмични просветителни класове и лекции за еманципацията на жените под лозунга „Когато освободим Македония, жените ще имат същите права“. Сред видните членове на организацията са Василка Размова, Клио Самарджиева, Атина Шахова, Поликсена Мосинова, Мария Пармакова.
През есента на 1900 година дружеството се присъединява към Вътрешната македоно-одринска революционна организация и участва активно в подготовката на въстание в Охридско под ръководството на учителката Константина Бояджиева.